# Anancylus mindanaonis
Anancylus mindanaonis là một loài bọ cánh cứng trong họ Cerambycidae.